# Przedsiębiorstwo Komunikacji Samochodowej w Zawierciu
Przedsiębiorstwo Komunikacji Samochodowej w Zawierciu S.A. – przedsiębiorstwo realizujące połączenia autobusowe z Zawiercia i okolic, działające w latach 1945–2010.

## Historia
Zawierciański PKS powstał w 1945 roku, w tym samym roku utworzono jego filię w Myszkowie. W 1958 toku uruchomiono połączenia do Bytomia, a później – do Tarnowskich Gór. W 1970 roku myszkowska filia przekształciła się w PKS Myszków. Pod koniec lat 90. XX w. przedsiębiorstwo podpisało porozumienie z KZK GOP, w myśl którego obsługiwało linie 619 i 719 (od 1998 r.). Wskutek umowy z KZK GOP i MZKP PKS Zawiercie uznawał także bilety tych przewoźników w autobusach do Tarnowskich Gór, Bytomia i Gliwic.
W roku 1990 wskutek restrukturyzacji PKS zawierciański oddział stał się samodzielnym podmiotem. W 1999 roku PKS Zawiercie został przekształcony w jednoosobową spółkę skarbu państwa.
Na początku XXI wieku spółka popadła w problemy finansowe, a jej dług sięgnął dwóch milionów złotych. W związku z tym w 2007 roku rozpoczęto likwidację nierentownych linii. Na przełomie 2009 i 2010 roku Ministerstwo Skarbu Państwa starało się sprzedać przewoźnika, początkowo poprzez aukcje, a następnie próby sprzedaży 85% akcji. Wskutek braku chętnych 1 marca 2010 roku PKS Zawiercie został postawiony w stan likwidacji.
Przed likwidacją w przedsiębiorstwie pracowało 86 osób. Oprócz usług przewozu pasażerów oferowało ono usługi reklamowe, parkingowe, hotelowe, naprawy pojazdów, sprzedaży paliw, wynajmu nieruchomości. Zajmowało się także przewozem ładunków. Posiadało 65 autobusów.